# Aeroportul Municipal Ontario
Aeroportul Municipal Ontario (IATA: ONO, ICAO: KONO, FAA LID: ONO) este un aeroport din Oregon, Statele Unite ale Americii ce deservește zona Ontario⁠(d). Aeroportul a fost tranzitat în 2017 de 38 de pasageri. A fost numit după zona deservită.
Situat la o altitudine de 668 m, aeroportul dispune de 1 pistă.

## Infrastructură

### Piste
Aeroportul dispune de o singură pistă. Pista 14/32 are suprafața de asfalt și dimensiunile 5.006 picioare × 100 picioare. 